# Pompeo
Il Pompeo (título original en italiano; en español, Pompeyo) es un dramma per musica en tres actos con música de Alessandro Scarlatti. Escrita en 1682 cuando Scarlatti tenía 22 años de edad, era su cuarta ópera y la primera obra dramática sobre un tema serio y grandioso. La ópera usaba un libreto en idioma italiano de Nicolò Minato que previamente había usado Francesco Cavalli en su ópera de 1666 Pompeo Magno. Se estrenó en el Teatro di Palazzo Colonna en Roma el 25 de enero de 1683.

## Personajes
| Personaje                           | Tesitura           | Reparto del estreno 25 de enero de 1683 |
| ----------------------------------- | ------------------ | --------------------------------------- |
| Pompeo                              | tenor              |                                         |
| Giulio Cesare                       | bajo               |                                         |
| Giulia, hija de Giulio Cesare       | contralto castrato |                                         |
| Scipione Servilio, amado por Giulia | soprano castrato   |                                         |
| Mitridate                           | tenor              |                                         |
| Issicratea, esposa de Mitridate     | soprano castrato   |                                         |
| Sesto, hijo de Pompeo               | alto castrato      |                                         |
| Claudio, hijo de Giulio Cesare      | soprano castrato   |                                         |
| Harpalia, esclava de Issicratea     | tenor              |                                         |
| Farnace, hijo de Mitridate          | soprano castrato   |                                         |